# صدره دو
صدره دو، روستایی از توابع بخش حمیدیه شهرستان اهواز در استان خوزستان ایران است.

## جمعیت
این روستا در دهستان طراح قرار دارد و براساس سرشماری مرکز آمار ایران در سال ۱۳۸۵، جمعیت آن زیر سه خانوار بوده‌است.